# قصف بينيمونده في الحرب العالمية الثانية

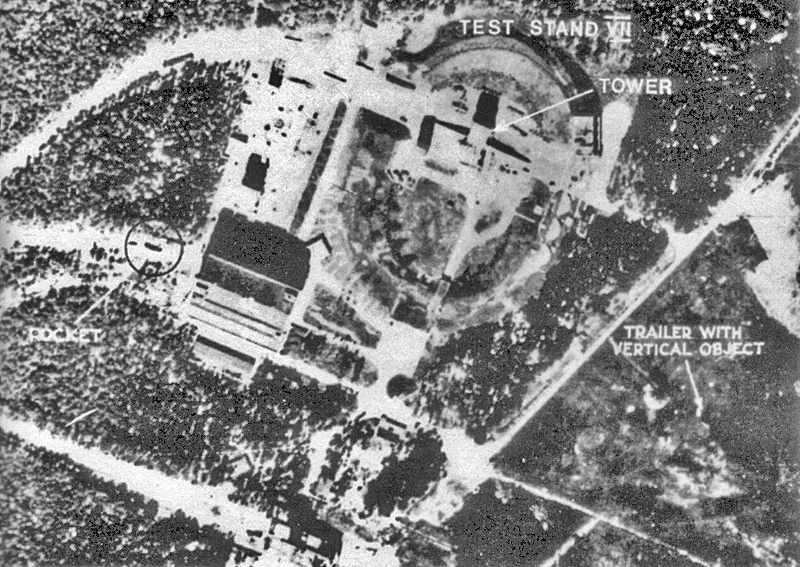
قصف بينيمونده

قصف بينيمونده في الحرب العالمية الثانية في عدة مناسبات كجزء من عملية القوس والنشاب الشاملة لتعطيل تطوير الأسلحة السرية الألمانية. الغارة الأولى على بينيموند كانت عملية هيدرا في ليلة 17/18 أغسطس 1943، والتي تضمنت 596 قاذفة ثقيلة تابعة للقوات الجوية الملكية.  ونفذت هجمات لاحقة في غارات في وضح النهار من قبل سلاح الجو الثامن التابع لسلاح الجو الأمريكي. وكان من بين الموجودين على الأرض في بينيموند والتر دورنبيرجر، خبير الصواريخ الشهير فيرنر فون براون، وطيار الاختبار النازي حنا ريتيش، التي ادعت لاحقًا أنهاكانت نائمة خلال الغارة. تم إسقاط بعض العلامات إلى أقصى الجنوب، وفي نهاية المطاف بقي عدد من المباني بدون أضرار، بينما ضربت العديد من القنابل معسكرات العمل القسري، مما أسفر عن مقتل ما بين 5-600 سجين. ومع ذلك، تسببت بأضرار كافية في تأخير برنامج الأسلحة V لعدة أشهر، وكان كبير المهندسين الدكتور والتر ثيل من بين القتلى.